# 閻讓
閻讓（1431年—？），字以實，山西太原府石州（今离石县）人，明朝政治人物。進士出身。

## 生平
山西鄉試第四十七名。天順八年（1464年）甲申科會試第一百八名，殿試登進士第三甲第一百二十二名。

## 家族
曾祖閻子成，曾任知縣。祖父閻煥。父亲閻教原。